# Jerzy Wertenstein-Żuławski
Jerzy Wertenstein-Żuławski (ur. 3 grudnia 1947, zm. 29 października 1996 w Warszawie) – polski socjolog, badacz kultury młodzieżowej, publicysta, doktor habilitowany.
Od 1980 w Solidarności. Działał w duszpasterstwie ludzi pracy z ks. Jerzym Popiełuszką. Ekspert Solidarności w podstoliku młodzieżowym przy Okrągłym Stole. 
Pracował w Ośrodku Badań Młodzieży Instytutu Stosowanych Nauk Społecznych Uniwersytetu Warszawskiego.

## Życie prywatne
Syn Wandy Wertenstein i Wawrzyńca Żuławskiego, wnuk Ludwika Wertensteina i Jerzego Żuławskiego. Mąż Mai Gottesman. Ojciec Anny i Piotra, Został pochowany na Cmentarzu Komunalnym na Powązkach (kwatera G-3a-1b).

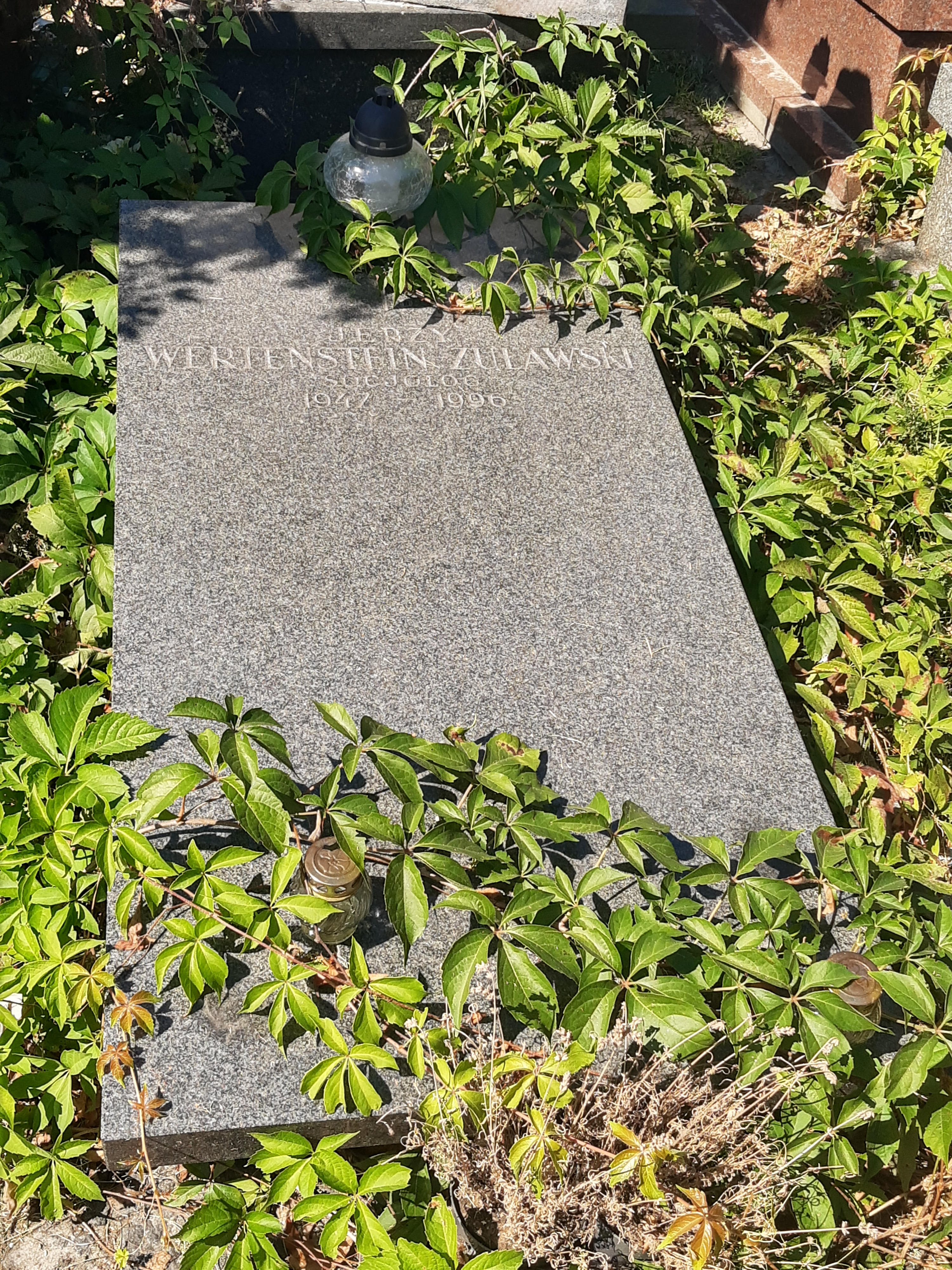
Grób Jerzego Wertensteina-Żuławskiego na Powązkach Wojskowych

## Wybrane publikacje
- Młodzież na tle przemian pokoleniowych: [raport] / Janusz Gęsicki, Zbigniew Rykowski, Jerzy Wertenstein-Żuławski; [przed. Andrzej Rychard]; Polskie Towarzystwo Socjologiczne. Oddział Warszawski.– Warszawa: PTS, 1986.- 54 s.+ Aneks, 8 s.
- Typy stylów życia: kontrola nad własnym życiem, jej chęć i potrzeba -- Warszawa 1987.- [Maszynopis].
- To tylko rock‘n roll! [posłowie Aldona Jawłowska].- Warszawa: Zarz. Gł. Zw. Pol. Aut. i Kompoz. ZAKR, 1990.- 183 s.
- Między nadzieją a rozpaczą: [rock, młodzież, społeczeństwo] -- Instytut Kultury.— Warszawa: Wyd. Inst. Kult., 1993.— 254 s.